# Year Zero (Ghost)
Year Zero è un singolo estratto dall'album in studio Infestissumam dei Ghost, pubblicato nel 2013.

## Testo e significato
Il testo della canzone è probabilmente ispirato al libro dell'apocalisse della bibbia, ma visto dal punto di vista satanista, come tipico del gruppo. Il brano contiene svariati riferimenti a Satana, come "Il signore delle mosche" o "Asmodeo", specialmente nell'introduzione e nei ponti.

## Video musicale
Il video, quasi totalmente in bianco e nero, mostra cinque donne di età diverse impegnate nel ripulire il loro ristorante, quando ricevono una visita da Papa Emeritus II senza trucco, ma solo con la maschera, che rappresenta Satana. Le cinque stringono un patto con il diavolo, per sopravvivere alla catastrofe imminente e quando   Emeritus se ne va le cinque si vestono da Nameless Ghouls. Solo ora vengono mostrati i Ghost che suonano in una stanza illuminata da una luce rossa (questa è l'unica scena a colori del video).

## Musica
Il brano è in tonalità di re minore e comincia con i Ghost che intonano un coro in cui elencano alcuni dei nomi di demoni (Belial, Behemoth, Beelzebub, Asmodeo, Satana, Lucifero). Successivamente iniziano a suonare tutti gli strumenti. Dopo l'introduzione Emeritus inizia a cantare in modo dolce e pacato fino al ritornello, in cui urla lodi a Satana insieme ai cori. Dopo il secondo ritornello inizia l'assolo di chitarra suonato da Omega. Dopo di questo Emeritus e i Ghost cantano insieme l'interludio, fino all'ultimo ritornello della canzone.

## Tracce
Lato A
1. Year Zero – 5:50 (A Ghoul Writer)

Lato B
1. Orez Raey – 5:50 (A Ghoul Writer)